# 北条時定 (時房流)
北条 時定（ほうじょう ときさだ）は、鎌倉時代前期から中期にかけての北条氏の一門。父は鎌倉幕府初代連署である北条時房。
嘉禎3年（1237年）3月8日、将軍・九条頼経の近習となる。暦仁2年（1239年）1月、従五位下・右近将監に叙位・任官される。寛元4年（1246年）にはその主君の頼経を鎌倉から京都に送り届ける責任者を務めた。
建長2年（1250年）12月27日には頼経の後を継いで将軍となっていた九条頼嗣の近習番頭に任じられた。康元元年（1256年）10月23日に出家して高野山に住んだという。弘安元年（1278年）閏10月15日に死去。